# 沈佩儀
月亮姐姐（1984年6月19日—），本名沈佩儀，是台灣的藝人、節目主持人，曾为YOYO家族成员，2023年4月1日离开东森幼幼台。

## 出身
爸爸是工研院退休旅歐博士，媽媽是名幼教老師。家中排行老么，上有一個哥哥，哥哥任職於知名外商Google，還有一個姐姐，是名牙醫師。2002年畢業於國立竹北高級中學，2006年畢業於輔仁大學英文系；2008年以海豚姐姐名字入選東森幼幼台，經過3個月訓練，2009年3月以月亮姐姐名字正式出道。曾為YOYO家族天空家族成員之一，並擔任東森幼幼台的節目主持人。
2023年4月1日，正式离开東森幼幼台，并以“蓓蓓”名义活动。

## 主持
- YoYo點點名（2009年至2023年）
- 就是要PLAY（2017年）
- HELLO！瑪奇課（2018年）

## 唱片
- YOYO點點名9 - 愛是大明星
- YOYO點點名10 - 點十成金
- YOYO點點名11 - YoYo V.V.I.P
- YOYO點點名12 - YoYo百分百
- YOYO點點名13 - YoYo新世界

## 戲劇
- 2014年 【YOYO家族】X【如果兒童劇團】《GOGO海洋大冒險》（舞台劇）（橘子姐姐、西瓜哥哥、月亮姐姐、番茄姐姐）[3]
- 2014年 萌學園六復活之戰 飾演 魔力美眉
- 2015年 致，第三者 飾演 Maggie

## 廣告、活動代言及主持
- 2016年 東森幼幼台Super Wing節目代言 (與西瓜哥哥一同代言 2016~至今)[4]
- 2016年 東森幼幼台DORA & Friends 節目代言 (2016~至今)[5]
- 2016年「YOYO百分百」快閃活動[6][7]
- 2016年 統一獅新莊棒球場主場擔任JUST PLAY IT親子童趣活動嘉賓(月亮姐姐、橘子姐姐、彩虹姐姐及櫻桃姐姐擔任嘉賓)。[8]

## 獎項
| 年份   | 頒獎典禮     | 獎項           | 節目           | 角色   | 結果 |
| ------ | ------------ | -------------- | -------------- | ------ | ---- |
| 2015年 | 第50屆金鐘獎 | 兒童少年節目獎 | 《YoYo點點名》 | 主持人 | 提名 |

## 外部連結
- 月亮姐姐個人 Facebook （页面存档备份，存于）

Instagram: peipei619 
https://instagram.com/peipei619?igshid=OGQ5ZDc2ODk2ZA==